# Чубчик
Чубчик або чубо́к, також гри́вка — необов'язковий елемент зачіски у вигляді волосся, що спадає на лоб. Функціонально може закривати дефекти чола. Символічно є атрибутом ряду культур наприклад, Стародавній Рим, Стародавній Єгипет або субкультури емокіди.

## Види чубчика
- По довжині: довгий або короткий
- За обсягом: густий (об'ємний, щільний) або проріджений («рідкий»)
- По типу укладки: природний або завитий («чубчик мамонта»), піднесений або опущений
- За формою:
  - Прямий (рівний, в дусі 20-х років) або збоку (косий, скошений)
  - Філірований («рваний», з «пипаними» кінцями)
  - Простий або фігурний (складний)
  - Трикутний класичний або трикутний «єгипетський»
  - Одноярусний або багатоярусний
  - Симетричний чи асиметричний
- По типу моделювання зачіски: чубчик як самостійна деталь стрижки чи як складова частина стрижки

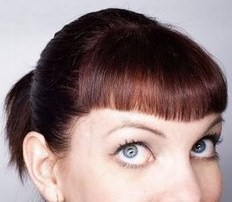
Жіночий чубчик
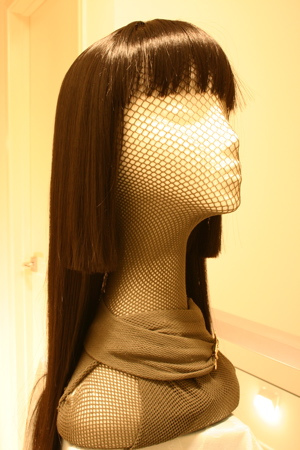
Чубчик в перуці
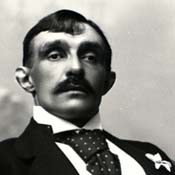
Чубчик в чоловічій зачісці